# MAGIC CHANNEL
「MAGIC CHANNEL」（マジックチャンネル）は、1996年2月26日にリリースされたTOKIOの8作目のシングル。
発売元はソニー・ミュージックレコーズ、販売元はソニー・ミュージックエンタテインメント（SRDL-4161）。現在は廃盤。

## 概要
このシングルCDはこの時期のその他のシングルCDに比べて音量が小さい。

## 収録曲
1. MAGIC CHANNEL (4分24秒)
作詞：ナガハタゼンジ・山田ひろし、作曲：ナガハタゼンジ、編曲：西脇辰弥
  - 日本テレビ系『鉄腕!DASH!!』エンディングテーマ
2. じっと見つめて (4分28秒)
作詞：朝水彼方、作曲：林哲司、編曲：西脇辰弥
3. MAGIC CHANNEL（オリジナル・カラオケ）

## 収録アルバム
- BLOWING（#2）
- Best E.P Selection of TOKIO（#1）
  - リミックスバージョンを収録。